# Rupert Leutgeb
Rupert Leutgeb (* 13. Februar 1960 in Zwettl) ist ein österreichischer Journalist, Publizist und Medienberater.

## Leben
Der Sohn von Josef Leutgeb und Emma Leutgeb war seit jungen Jahren journalistisch tätig. Er begann beim Faber-Verlag (Krems/Donau), wo er 1979 Redakteur wurde. Er schrieb bis 1985 für den Faber-Verlag, Kurier, ORF und den Bondi-Verlag. Seit 1985 ist er hauptsächlich als Buchautor tätig.
Leutgeb veröffentlichte Bücher zum Thema Mystik und Unerklärliches sowie Biografien, darunter die von Siegfried Ludwig, Franz Klammer, Ronald Seunig, Hans Lang und Kommerzialrat Franz Schweighofer (Großindustrieller).
Von 1986 bis 2000 war er Inhaber einer Werbeagentur. 2001 war er Museumsdirektor des „Koryphäum“ auf Burg Forchtenstein. Er verfasst seit 2001 Artikel über Asien und ist als Berater im IT-Bereich und für Zukunftstechnologien tätig. 
Er hat einen Sohn.

## Auszeichnungen
- Goldenes Ehrenzeichen für Verdienste um die Republik Österreich (Verleihung durch Entschließung des Bundespräsidenten vom 12. Mai 2017, Verleihung in St. Pölten am 3. Oktober 2017, überreicht durch Landeshauptfrau Johanna Mill-Leitner)

## Veröffentlichungen
- Spuren in Niederösterreich-Blick in ein Politikerleben. Biografie über Landeshauptmann Mag. Siegfried Ludwig. Zwettl 1993, ISBN 3-901287-00-0.
- Waldviertler Heimatbuch. Zwettl 1994, ISBN 3-901287-01-9.
- Airbrush-Handbuch. Illustrationen Knud Tiroch. Englisch-Verlag, Wiesbaden 1994, ISBN 3-8241-0532-2.
- Mystische Stätten des Waldviertels. Edition Nordwald, Zwettl 1998, ISBN 3-901287-02-7.
- Mystisches Österreich. Band 1: Waldviertel. Edition Nordwald, Zwettl 2001, ISBN 3-901287-09-4.
- Heilige Quellen, Opfersteine, Schutzgeister. Edition Nordwald, Zwettl 2001, ISBN 3-901287-04-3.
- Mythen, Sagen, Wunder. Edition Nordwald, Zwettl 2001, ISBN 3-901287-06-X.
- Franz Klammer. 50 goldene Jahre. Edition Hotspring, Steinbrunn 2003, ISBN 3-902244-00-3.
- mit Mukul Rajpal: Jede Lebensgeschichte ist ein Buch wert. Ein Leitfaden, wie sie über Lebenserinnerungen und Erlebnisse ein Buch schreiben können. Eigenverlag. Edition Cool & Culture, Wien 2004, ISBN 3-901287-04-3.
- Der Grenzfall – Ronnie Seunig und Excalibur. Edition Nordwald, Zwettl 2004, ISBN 3-901287-11-6.
- 80 Goldene Jahre – Die Schweighofer Story. Edition Nordwald, Wien-Zwettl 2008, ISBN 978-3-901287-08-4.
- Hans Lang – Melodien für die Welt. Edition Nordwald, Zwettl 2008, ISBN 978-3-901287-13-8.
- Kraftorte und Naturwunder im Waldviertel. Edition Crystal World u. Edition Nordwald, ISBN 3-901287-07-8, ISBN 978-3-901287-07-7.
- mit Fred Vavrousek: Das Feuerwerk Zilk: Gschichten & G’schichtln – Ein Mann der anders war. Edition Crystal World u. Edition Nordwald, 2016, ISBN 978-3-901287-17-6.